# توماس بوشنل
توماس بوشنل (بالإنجليزية: Thomas Bushnell)‏ هو مهندس ومطور برمجيات وعالم حاسوب أمريكي، ولد في 13 ديسمبر 1967.